# James Mangold
James Allen Mangold (Nueva York, 16 de diciembre de 1963) es un director de cine y guionista estadounidense. Es conocido por haber dirigido la película The Wolverine (2013) y su secuela Logan (2017), ambas pertenecientes a la saga de películas de X-Men.

## Biografía

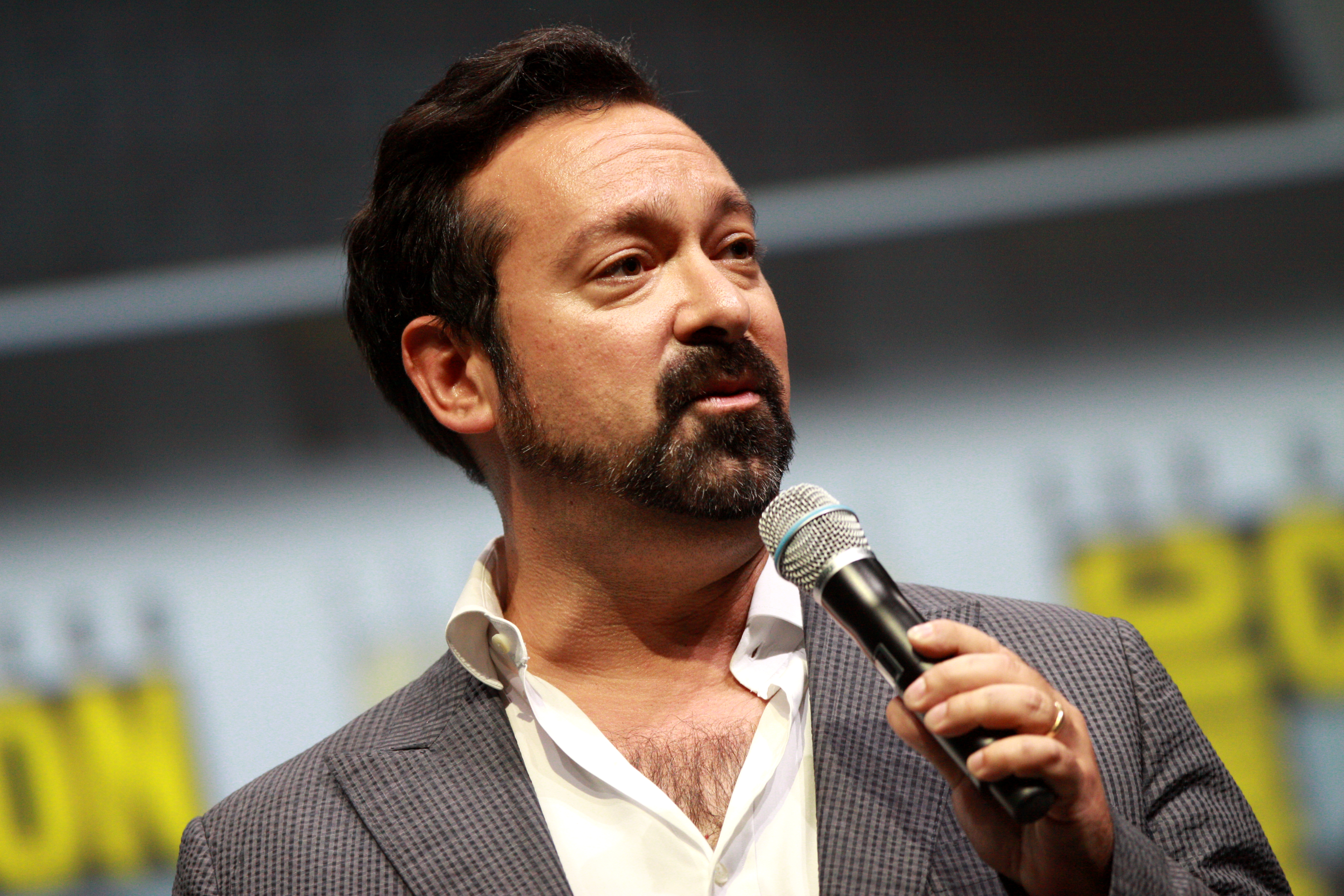
Mangold en la Comic-Con de 2013.

Sus padres eran pintores. Estudió en la facultad de Arte Cinematográfico de la Escuela Universitaria de Artes de Columbia y en el Instituto de Artes de California. Más tarde colaboró en una película animada de la multinacional Disney titulada Oliver y su pandilla.
Mangold debutó como director con Heavy (1995) protagonizada por Liv Tyler, película con la que consiguió el premio del Festival de Cine de Gijón en dos categorías, así como un galardón del Sundance Film Festival. También rodó la cinta Girl, Interrupted (1999) con Winona Ryder y Angelina Jolie, película con la cual esta última conseguiría un Óscar. En 2005 rodó otro filme de gran éxito: Walk the Line, película biográfica sobre Johnny Cash que supuso el Óscar para Reese Witherspoon. 
También actuó con un papel secundario en la comedia La cosa más dulce (2002).

### Vida personal
Mangold está casado desde 1998 con la productora de cine Cathy Konrad.

## Trabajos cinematográficos

### Como director
- 1995 - Heavy
- 1997 - Cop Land
- 1999 - Girl, Interrupted
- 2001 - Kate y Leopold
- 2003 - Identidad
- 2005 - Walk the Line
- 2007 - 3:10 to Yuma
- 2010 - Knight & Day
- 2013 - The Wolverine
- 2017 - Logan
- 2019 - Ford v Ferrari
- 2023 - Indiana Jones and the Dial of Destiny
- 2024 - A Complete Unknown

### Como guionista
- 1988 - Oliver y su pandilla
- 1995 - Heavy
- 1997 - Cop Land
- 1999 - Girl, Interrupted
- 2001 - Kate & Leopold
- 2005 - Walk the Line
- 2017 - Logan

## Premios y distinciones
Premios Óscar
| Año  | Categoría            | Película           | Resultado |
| ---- | -------------------- | ------------------ | --------- |
| 2018 | Mejor guion adaptado | Logan              | Nominado  |
| 2020 | Mejor película       | Ford v Ferrari     | Nominado  |
| 2025 | Mejor película       | A Complete Unknown | Nominado  |
| 2025 | Mejor director       | A Complete Unknown | Nominado  |
| 2025 | Mejor guion adaptado | A Complete Unknown | Nominado  |